# Convent de Sant Francesc de Castelló d'Empúries
El Convent de Sant Francesc fou un convent franciscà a l'est del nucli de Castelló d'Empúries proper a l'antic camí de Roses fundat per tradició pel mateix Francesc d'Assís tot i que les fonts documentals apunten el 1276 com a data de fundació. Expropiat per l'Estat Espanyol durant les desamortitzacions del segle xix les restes de pedra foren usades en diverses construccions dels encontorns com tanques de pedra d'hortes o empedrat de vials. Pels temps de la seva exclaustració la seva comunitat conventual era formada per sis religiosos de missa, tres llecs i un donat. El convent rebia rendes directes d'una desena de propietats d'una extensió mínima de quatre vessanes a la vila per valor de gairebé dos mil rals anuals. Tanmateix l'orde franciscà rebia rendes de diverses possessions a Castelló per valor superior als 28.000 rals.
Sobre la configuració arquitectònica resta informació recollida durant la visita de G. Barraquer a finals del s. XIX que informa de la presència d'un creuer sense cúpula i paret de pedra sense treballar arrebossada i emblanquinada. La façana devia ser llisa i sense adorns i les dimensions del cos de l'església assimilables a les del convent dominic de la mateixa vila. Sobre el claustre comenta Barraquer que era similar al del Monestir de Vilabertran. Sobre els béns mobles indica que algunes de les peces després de la destrucció del temple foren dutes al convent de clarisses i d'altres a l'església parroquial i fins i tot hi ha notícies de peces que havien anat a parar a mans de particulars. En aquest convent fou sepultat, amb tomba pròpia patèticament perduda, l'il·lustre cronista Jeroni Pujades.